# Ernest Schultz

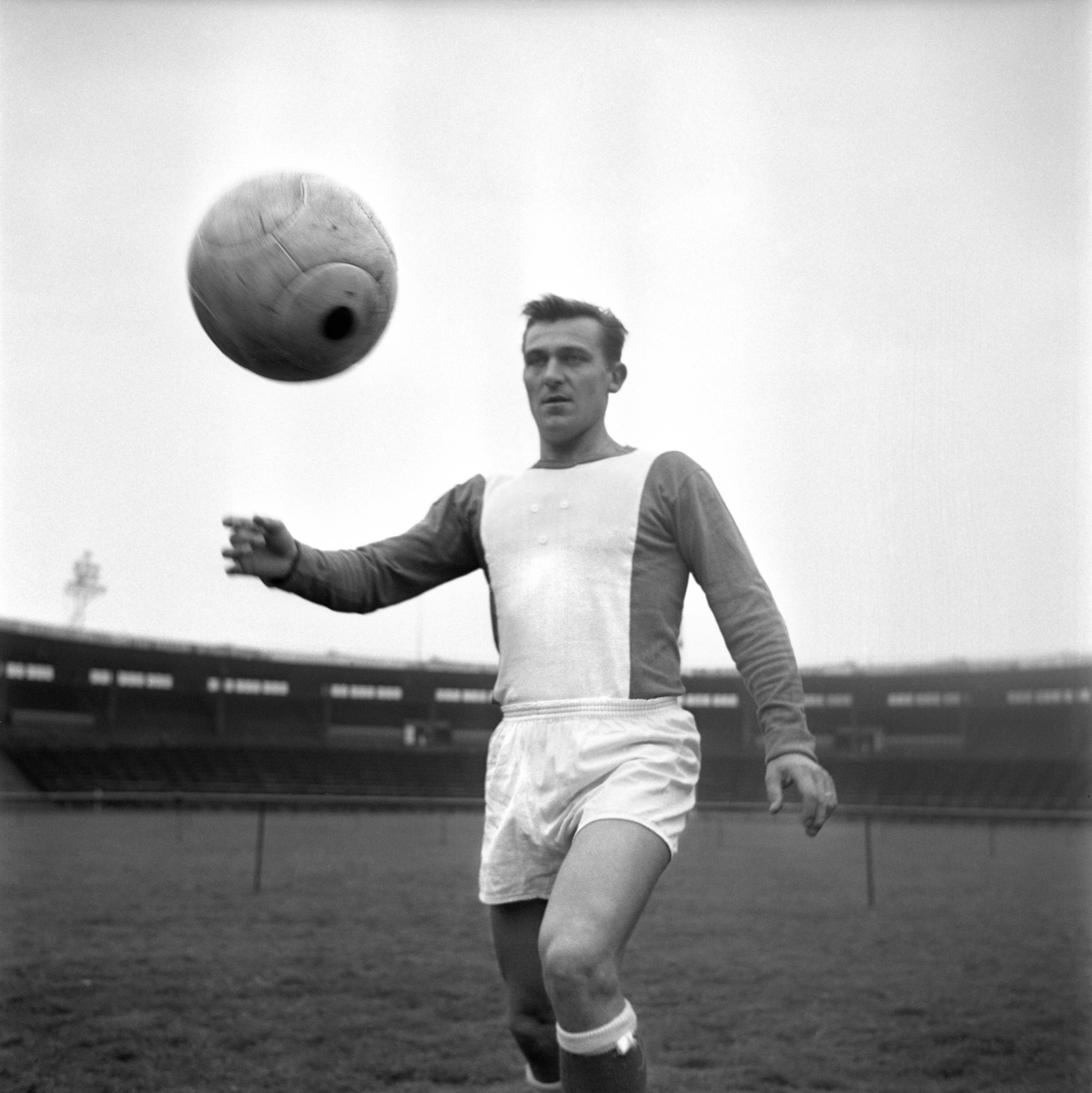
Schultz im Dress von Toulouse (1962)

Ernest Michel Schultz (* 29. Januar 1931 in Dalhunden; † 19. September 2013 in Lyon) war ein französischer Fußballspieler.

## Vereinskarriere
Der körperlich robuste und mit einem strammen Schuss ausgestattete Stoßstürmer spielte ab 1952 für Olympique Lyon, zunächst in der zweiten und ab 1954 in der ersten Division. Der Verein endete bis 1957 stets nur im Mittelfeld der Tabelle, aber „Ernie“ Schultz geriet frühzeitig in den Blick des Nationalspieler-Auswahlkomitees des Fußballverbandes (siehe unten). In der Saison 1955/56 tauchte er erstmals auf einem vorderen Platz in der Torjägerliste (Rang 11 mit 15 Saisontreffern) auf und erreichte mit Lyon das Halbfinale des Pokals.
1957 wechselte Ernest Schultz zum frisch gekürten Pokalsieger Toulouse FC, und gleich in seiner ersten Saison belegte er mit 21 Treffern den dritten Platz unter den Ligatorschützen hinter Fontaine vom Meister Stade Reims und De Vlaeminck aus Lille. Auch 1960 (Rang 10, 17 Treffer) und 1962 (Rang 14 mit 13 Treffern) war er in dieser Liste gut platziert, trug zudem 1961 zum ersten Mal das blaue Nationaltrikot. Seine Mitspieler beim TFC konnten Schultz’ regelmäßige Tore aber nicht in obere Tabellenplätze oder Pokalerfolge ummünzen; der Klub gehörte lediglich 1959/60 als Fünfter der Abschlusstabelle zur erweiterten Spitze der Division 1 und scheiterte auch im Landespokalwettbewerb Jahr für Jahr vorzeitig. Nachdem Toulouse in der Saison 1962/63 immerhin noch einmal Siebter der Liga wurde, beendete der Elsässer sein Engagement. Von 1964 an spielte er noch bei der zweitklassigen US Boulogne, ab Januar 1967 in der Funktion eines Spielertrainers.

### Stationen
- Olympique Lyonnais (1952–1957, davon 1952–1954 in D2)
- Toulouse Football Club (1957–1963)
- Union Sportive de Boulogne (1964–1967, in D2)

## Nationalelf
Schultz bestritt im September 1961 sein einziges A-Länderspiel mit der Équipe tricolore; beim 5:1 über Finnland gelang ihm auch ein Treffer. Dabei hatte er schon 1954 – noch als Zweitligaspieler – zum französischen WM-Aufgebot gehört, wurde in der Schweiz aber nicht eingesetzt.

## Palmarès
- Französischer Fußballpokal: Halbfinalist 1956
- 1 A-Länderspiel (1 Treffer); WM-Teilnehmer 1954
- 275 Spiele und 121 Tore in der Division 1, davon 88/35 für Lyon und 187/86 für Toulouse[6]